# Déficit en dihydropyrimidine déshydrogénase
 Mise en garde médicale
Le déficit en dihydropyrimidine déshydrogénase (déficit en DPD) ou pyrimidinémie familiale est une maladie métabolique héréditaire autosomique récessive, caractérisée par l'absence ou la réduction importante de l'activité enzymatique de la dihydropyrimidine déshydrogénase, enzyme impliquée dans le métabolisme de l'uracile et de la thymine.
Les individus porteurs du déficit peuvent développer une toxicité potentiellement létale lors d'une exposition au 5-fluorouracil (5-FU) ou à ses promédicaments la capécitabine et le tégafur,,, utilisés comme chimiothérapie anticancéreuse. Le risque existe aussi pour la flucytosine, un anti-fongique.

## Dépistage
Le déficit partiel concerne 6 à 8 % de la population. Le déficit total concerne entre 0,01 et 0,5 % de la population.
Le déficit en DPD peut être dépisté par des méthodes de phénotypage (dosages plasmatiques, par exemple) et de génotypage (recherche de polymorphismes particuliers).
En France, le dépistage du déficit en DPD avant l'administration de fluopyrimidines chez un patient par mesure de l'uracilémie est obligatoire avant traitement par le 5-fluorouracile, la capécitabine ou le tégafur. Le dépistage avant administration de flucytosine n'est pas nécessaire pour ne pas retarder l'initiation de la thérapie, mais le dépistage doit être réalisé en cas de toxicité suspectée ou avérée.

## Traitement
Selon le caractère partiel ou total du déficit, le 5-FU et la capécitabine sont contre-indiqués, ou bien les doses administrées sont réduites.
L'uridine triacétate (Vistogard) peut être utilisée comme antidote en cas d'intoxication au 5-FU ou à la capécitabine.